# Аляутдинов, Ринат Жафярович
Рина́т Жафя́рович Аляутди́нов (род. 17 апреля 1958) — российский дипломат. Чрезвычайный и полномочный посол (2023).

## Биография
Окончил Московский государственный институт международных отношений (МГИМО) МИД СССР (1981). На дипломатической работе с 1981 года. Владеет английским, китайским и французским языками. 
В 2006—2012 годах — заместитель директора Генерального секретариата (департамента) МИД России.
В 2012—2017 годах — заместитель постоянного представителя России при отделении ООН и других международных организациях в Женеве.
В 2018—2023 годах — директор Департамента по гуманитарному сотрудничеству и правам человека МИД России.
С 12 января 2023 года — постоянный представитель Российской Федерации при ЮНЕСКО.

## Дипломатический ранг
- Чрезвычайный и полномочный посланник 2 класса (31 июля 2008)[2].
- Чрезвычайный и полномочный посланник 1 класса (8 июля 2016)[3].
- Чрезвычайный и полномочный посол (9 июня 2023)[4].

## Награды
- Благодарность президента Российской Федерации (13 декабря 2011) — За большой вклад в реализацию внешнеполитического курса Российской Федерации и многолетнюю добросовестную работу[5].

## Семья
Женат, имеет сына.